# آنتی هورو
آنتی هورو (انگلیسی: Antti Hyry; ۲۰ اکتبر ۱۹۳۱ – ۴ ژوئن ۲۰۱۶) نویسنده اهل فنلاند بود.
وی همچنین برندهٔ جوایزی همچون جایزه اینو لینو شده‌است.